# Nissöga
Nissöga (Cobitis taenia) är nominatarten i familjen nissögefiskar, som tillhör ordningen karpartade fiskar. 
Andra namn som förekommer är ormfisk, stenlake och stenbit (ej att förknippas med hanen av arten sjurygg).

## Utseende
Nissögat är en liten fisk med långsmal kropp som är tillplattad från sidorna. Det likaledes tillplattade huvudet har 6 korta skäggtömmar kring munnen, och en rörlig tagg under ögat. Ryggen är fläckigt mörkbrun, buken är ljusgrön och längs sidorna har den två band av stora, mörka fläckar med ljus kontur. Fisken är 8–12 centimeter lång (honorna störst) och väger mellan 20 och 60 gram.

## Vanor
Arten är en bottenfisk som lever i vattendrag och sjöar med klart, rent vatten. Den kan även gå ut i bräckt vatten, till exempel i Östersjön. Den är nattaktiv, och föredrar bottnar med sand eller dy, som den kan dölja sig i under dagen. Nissögat lever på mindre bottendjur som små kräftdjur och insektslarver, som den lokaliserar med hjälp av skäggtömmarna. Vid låg syrehalt i vattnet kan fisken även andas via tarmen. Honorna kan bli upp till 5 år gamla, hanarna 3 år.

### Fortplantning
Nissögat blir könsmogen vid 2 till 3 års ålder. Leken sker i april till juli, när vattentemperaturen nått över 18 °C. Äggen läggs skyddade i tät vegetation, och ynglen, som har yttre gälar, gömmer sig under vattenväxter och i bottenslammet.

## Utbredning
Nissögat finns i Europa med västgräns i Storbritannien (East Anglia), nordgräns i södra Norge, mellersta Sverige och södra Finland, östgräns i Ryssland och Kazakstan, samt sydgräns i Spanien (endast längst i norr, i Pyreneerna) och Ukraina.
Utbredningen uppges ofta från nordvästra Europa bort till Japan, men det är troligt att det är fler arter inblandade, vilka liknar nissögat, men skiljer sig i kromosomuppsättning. 
I Sverige förekommer nissögat längs södra östkusten och i Mälardalens, Vänerns, Vätterns och Hjälmarens vattensystem. I Finland finns den i ett relativt tunt bälte längs med sydkusten.